# 上海无线电博物馆
上海无线电博物馆（英語：Shanghai Radio Museum）是一座位于上海的无线电主题博物馆。

## 历史
2017年11月8日建成开馆，位于上海徐汇区田林路200号B栋1楼，隶属于上海仪电集团。展示面积1000余平方米，有四个展区，藏品约2300件，主要由收藏家张明律捐献，包括收音机、录音机和电视机等。

## 营业时间
- 周二至周日：上午九点半至下午四点半
- 周一闭馆

## 交通
- 上海轨道交通9号线漕河泾开发区站
- 上海轨道交通12号线虹漕路站